# Ловрак, Мато

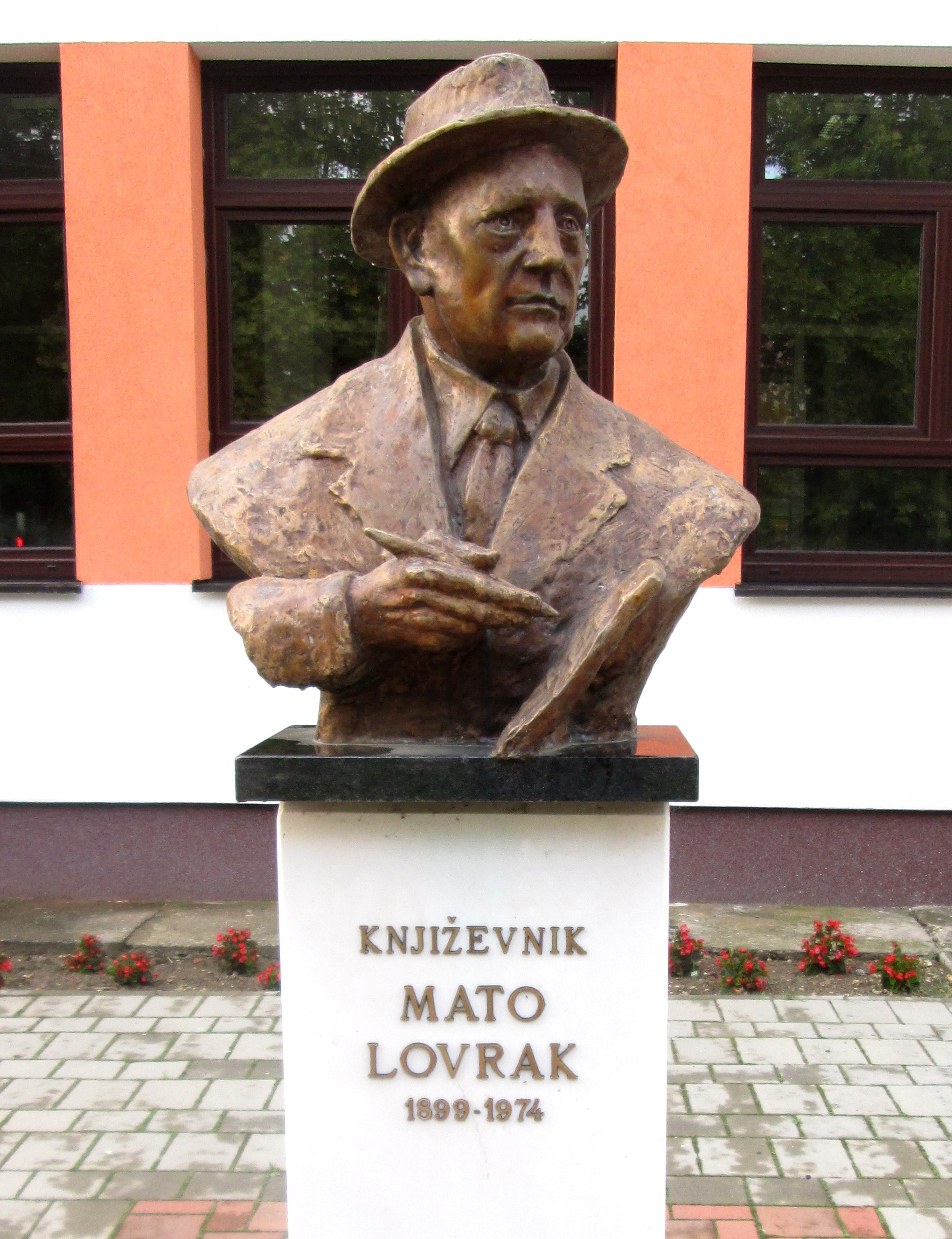

Мато Ловрак (хорв. Mato Lovrak; 8 марта 1899, Велики-Грджевац (ныне Беловарско-Билогорской жупании, Хорватии) — 14 марта 1974, Загреб) — хорватский и югославский детский писатель, педагог.
Окончил педагогический институт в Загребе. 35 лет учительствовал в сёлах и городах на северо-западе Хорватии. Неудивительно, что главными героями его книг являются дети и молодёжь.
Начал писать в межвоенный период, когда в хорватский литературе преобладала тенденция реалистического стиля и романов для взрослых.
Мато Ловрак — автор реалистических рассказов, романов и повестей для детей и юношества. Его наиболее известные произведения «Поезд в снегу» и «Отряд под землей и под облаками». Книги писателя наполнены любовью к детям, красотой природы родного края и стремлением к социальной справедливости.
Творчество Мато Ловрака оказало большое влияние на развитие хорватской детской литературы.
Книги автора переведены на многие языки, в том числе, русский, немецкий, венгерский, польский, эсперанто, чешский и словенский языки.

## Избранные произведения
- Slatki potok i druge priče za djecu (Božićni dar) (1930),
- Djeca Velikog sela (1933),
- Družba Pere Kvržice (1933),
- Prijatelji (1946),
- Divlji dječak (1952),
- Prozor do vrta (1955)
- Anka Brazilijanka (1956),
- Naši dječaci (1956)
- Micek, Mucek i Dedek,
- Devetorica Hrabrih,
- Tri dana života,
- Dijamant u trbuhu,
- Dječak konzul,
- Slamnati krovovi,
- Andrija Jug,
- Doka Bedaković ili 100.000 na cesti,
- Sretna Zemlja и др.